# Präsidentschaftswahl in Indien 1967
Die Präsidentschaftswahl in Indien 1967 war die vierte Wahl des Staatspräsidenten in Indien seit der Unabhängigkeit und fand am 6. Mai 1967 statt. Während bei den vorangegangenen Wahlen jeweils ein Kandidat mit mehr als 80 % der Stimmen das Rennen gemacht hatte, standen sich diesmal zwei ernsthaft konkurrierende Kandidaten gegenüber. Die Wahl wurde von Zakir Hussain, dem Kandidaten der Kongresspartei gewonnen.

## Vorgeschichte
| Bundesstaat       | Stimmgewicht |
| ----------------- | ------------ |
| Andhra Pradesh    | 125          |
| Assam             | 94           |
| Bihar             | 146          |
| Gujarat           | 123          |
| Haryana           | 94           |
| Jammu und Kashmir | 59           |
| Kerala            | 127          |
| Madhya Pradesh    | 109          |
| Madras            | 144          |
| Maharashtra       | 146          |
| Mysore            | 109          |
| Nagaland          | 8            |
| Orissa            | 125          |
| Punjab            | 107          |
| Rajasthan         | 110          |
| Uttar Pradesh     | 174          |
| Westbengalen      | 125          |

Die Amtszeit des 1962 gewählten Präsidenten Sarvepalli Radhakrishnan endete am 12. Mai 1967. Am 3. April 1967 wurden die Termine der Wahl bekannt gegeben. Bis zum 13. April 1967 konnten Kandidatenvorschläge eingereicht werden. Über die Zulassung der Kandidaten wurde am 15. April 1967 entschieden und die zur Wahl Zugelassenen hatten noch bis zum 18. April 1967 die Möglichkeit, ihre Kandidatur zurückzuziehen. Die eigentliche Wahl fand dann am 6. Mai 1967 statt und die Auszählung der Stimmen erfolgte am 9. Mai 1967.
Die Kongresspartei stellte Zakir Hussain als ihren Kandidaten auf. Hussain war der erste muslimische Kandidat für dieses Amt. Die Oppositionsparteien mit Ausnahme der Linksparteien einigten sich auf Koka Subba Rao als gemeinsamen Kandidaten. Rao war zuvor Präsident des obersten indischen Gerichts (Supreme Court of India) gewesen und trat am 11. April 1967 von diesem Amt zurück, um für das Präsidentenamt kandidieren zu können.

## Wahlmodus und Wahl
Das Wahlkollegium (Electoral College) umfasste 4.131 Parlamentarier. Davon kamen 748 aus den beiden Kammern des indischen Parlaments (520 Lok Sabha, 228 Rajya Sabha) und 3.383 aus den Parlamenten der 17 Bundesstaaten. Die Stimmgewichte waren auf Basis des Zensus von 1961 neu festgelegt worden. Die Stimmgewichte im Wahlkollegium hatten sich auch deswegen verschoben, weil seit der letzten Wahl die Bundesstaaten Nagaland und Haryana neu entstanden waren. Jedes Mitglied von Lok Sabha und Rajya Sabha hatte ein Stimmgewicht von 576 und die Stimmgewichte der Abgeordneten aus den Bundesstaaten bewegten sich zwischen 8 (Nagaland) und 174 (Uttar Pradesh).
Insgesamt wurden 17 nominierte Kandidaten zur Wahl zugelassen. 
Die Wahl ergab folgendes Ergebnis:
| Kandidat                               | Abgegebene gewichtete Stimmen | In Prozent |
| -------------------------------------- | ----------------------------- | ---------- |
| Zakir Hussain                          | 471.244                       | 56,23      |
| Koka Subba Rao                         | 363.971                       | 43,43      |
| Yamuna Prasad Trisulia                 | 750                           | 0,16       |
| Bhamburkar Shriniwas Gopal             | 232                           | 0,09       |
| Brahma Deo                             | 232                           | 0,03       |
| Krishna Kumar Chatterjee               | 125                           | 0,01       |
| Kumar Kamla Singh                      | 125                           | 0,01       |
| Chandradutt Senani                     | 0                             | 0          |
| U.P. Chugani                           | 0                             | 0          |
| M.C. Davar                             | 0                             | 0          |
| Hari Ram                               | 0                             | 0          |
| Man Singh                              | 0                             | 0          |
| Manohara Holkar                        | 0                             | 0          |
| Motilal Bhikabhai Patel                | 0                             | 0          |
| Seetharamaiah Ramaswamy Sharma Hoysala | 0                             | 0          |
| Satyabhakt                             | 0                             | 0          |
| Gesamt                                 | 838.048                       | 100        |

4.060 Abgeordnete beteiligten sich an der Wahl, was einer Wahlbeteiligung von 98 % entsprach. 41 Stimmen mit einem Gesamt-Stimmgewicht von 7.089 wurden für ungültig erklärt. Neun der 17 Kandidaten hatten überhaupt keine einzige Stimme erhalten.
Zakir Hussain wurde für gewählt erklärt und trat sein Amt als vierter Präsident Indiens seit der Unabhängigkeit am 13. Mai 1967 an.